# 李如梅
李 如梅（り じょばい、生没年不詳）は、明末の軍人。字は子清。遼東鉄嶺衛の出身。

## 生涯
李成梁の五男として生まれた。父の蔭官により都指揮僉事となった。1592年（万暦20年）、寧夏で哱拝の乱が起こると、如梅は長兄の李如松に従い、反乱軍を討った。
第一次朝鮮の役（文禄の役）では年末から総兵である李如松配下の参将として朝鮮に来援し、翌1593年1月6日より小西行長等の守る平壌城を攻撃してこれを奪回した。撤退する日本軍を追って南下し、続く2月26日の碧蹄館の戦いでは1000人を率いて参加した。その早朝の遭遇戦では日本軍先鋒の立花宗茂軍と接戦、その先陣の侍大将・十時惟道が突撃する最中に毒矢を放って彼に命中した。続いて正午の戦いでは李如松が日本軍の金甲の将に捕らえられると、如梅は次兄の李如柏とともに敵を挟撃し、金甲の将・安東常久を射殺して李如松を救出した。だが戦いには敗れて平壌まで撤退した。
如梅は帰国すると、遼東副総兵に昇進した。1596年（万暦24年）、泰寧衛の炒花・卜言兎（炒花の兄の速把亥の子）が侵犯しようとしたため、如梅は部将の方時新らを率いて先手を取ってその廬帳を襲撃し、100人あまりを斬首して凱旋した。1597年（万暦25年）、如梅は参政楊鎬とともに鎮西堡から塞外に出て、ひそかに敵営を襲撃したが敗北し、部将10人と兵士160人を失った。如梅は戦いで重傷を負っていたため、敗戦の罪を免れた。
日本との講和交渉が決裂し、日本軍の全羅道侵攻で第二次朝鮮の役（慶長の役）が始まると、如梅は都督僉事を代行し、禦倭副総兵とされ、再び朝鮮の援軍に赴いた。年末より南下した経理楊鎬・総兵麻貴の指揮下で左協軍の大将として明軍13006人および李時言らの朝鮮軍を率いて他の二軍と共に蔚山倭城を攻めた。如梅は参将の楊登山とともに騎兵で先行し、海浜に伏兵を設け、遊撃の擺賽に軽騎で日本軍の浅野幸長らを誘い出させて、伏兵で打撃し、400人あまりを斬首した。副将の陳寅が奮戦し、蔚山城の二重の柵を破って第三柵を抜こうとしたが、楊鎬が陳寅の功績が自分の上を行くことを望まず、銅鑼を鳴らして軍を撤収させた。日を改めて、如梅が再び攻めかかったが、抜くことはできなかった。ほどなく日本軍の援軍が到着して、如梅の軍は先に逃走し、明の諸軍は相次いで潰走して、慶州まで撤退した（蔚山城の戦い）。
秋の三倭城に対する攻撃作戦では中路軍を率いて泗川の島津義弘を攻撃する予定であったが、1598年（万暦26年）6月、遼東総兵に就任していた李如松が侵入した女真討伐中に塞外で伏兵により討ち取られると、中路軍の後任を董一元に代え、如梅は急遽朝鮮より呼び戻されて兄の後任として遼東総兵を務めた。しかし1599年（万暦27年）には、敵を恐れて戦っていないと弾劾され、遼東総兵を解任されている。長らくを経て、僉書左府として起用された。1613年（万暦40年）には遼東総兵の麻貴の後任として楊鎬に推挙されたが、給事中の麻僖や御史の楊州鶴に反対されて実現しなかった。
如梅はサルフの戦いの直前に朝廷の者から日本兵と満洲兵の強弱について聞かれて、「倭兵は体躯倭少なれども、敏捷にして、鳥銃をよくす。ただし一人同士の戦いとなれば、倭兵三十人をもってしても、満兵一人に敵せざるなり」と回答している。